# Johan Georg 3. af Sachsen
Johan Georg III af Sachsen (tysk: Johan Georg III.; 20. juni 1647 – 12. september 1691) var kurfyrste af Sachsen fra 1680 til 1691 Han tilhørte den albertinske linje af Huset Wettin. 

## Liv og gerning
Han ændrede faderens franskvenlige kurs og tog parti mod Ludvig XIV af Frankrig. Han deltog i slaget ved Wien mod Det osmanniske rige i 1683 som marskalk af Det tysk-romerske rige og støttede Leopold videre i den store tyrkiske krig fra 1686. Han var ikke med i Augsburgforbundet i 1686 mod Frankrig i Niårskrigen, men rejste personligt til Haag i marts 1688 for at diskutere med Vilhelm af Oranien, Georg Vilhelm af Braunschweig-Lüneburg og Frederik Vilhelm af Brandenburg om mulige træk mod Ludvig XIV. Han gav imidlertid ikke direkte støtte til, at Vilhelm skulle overtage den engelske trone.
Efter en ny invasion af Frankrig under niårskrigen i 1689, lejede han sine soldater ud for at beskytte Franken. Han kom senere med i hæren under Karl af Lorraine og deltog i belejringen af Mainz.

## Ægteskab og børn
Han blev 6. oktober 1666 gift med Anna Sophie af Danmark. De fik to børn:
- Johan Georg IV af Sachsen, født 18. oktober 1668 i Dresden, død af kopper 28. maj 1694 i Dresden. Efterfulgte faderen som kurfyrste.
- Frederik August I af Sachsen, født 22. maj 1670 i Dresden, død 1. februar 1733 i Warszawa. Efterfulgte sin broder som kurfyrste og senere som August den Stærke, konge af Polen.